# Apatura kwangnunga
Apatura kwangnunga är en fjärilsart som beskrevs av Siuiti Murayama 1963. Apatura kwangnunga ingår i släktet Apatura och familjen praktfjärilar. Inga underarter finns listade i Catalogue of Life.